# Литвиненко, Николай Владимирович
Николай Владимирович Литвиненко (1924—?) — старшина Рабоче-крестьянской Красной Армии, участник Великой Отечественной войны, Герой Советского Союза (1944), лишён всех званий и наград в связи с осуждением.

## Биография
Николай Литвиненко родился в 1924 году в селе Золотыха (ныне — Залатиха), Роменского района Сумской области Украинской ССР в семье крестьянина. Окончил восемь классов школы.

В начале Великой Отечественной войны Литвиненко не был призван на службу в Рабоче-крестьянскую Красную Армию и был вынужден остаться на оккупированной немецкими войсками территории. В декабре 1941 года Литвиненко начал сотрудничать с оккупационными властями. Вначале работал статистиком в сельскохозяйственной общине в родном селе, затем секретарём сельской управы. С марта 1942 года Литвиненко — на службе в немецкой полиции. В должности полицейского он принимал участие в карательных операциях против партизан Сумской, Черниговской и Полтавской области, а также занимался вооружённой охраной оккупированных населённых пунктов.
В августе 1943 года в связи с наступлением Красной Армии Литвиненко эвакуировался в Винницкую область, в тыл немецких войск, где проживал до прихода советских войск. Свой коллаборационизм Литвиненко удалось скрыть, и в январе 1944 года он был мобилизован в действующую армию.
С марта по ноябрь 1944 года принимал участие в боях с немецкими войсками в составе 389-й стрелковой дивизии, дослужился до должности командира стрелкового отделения.
29 марта 1944 года помощник командира 2-го взвода, 7-й стрелковой роты, 545-го стрелкового полка, 389-й стрелковой дивизии красноармеец Литвиненко Николай Владимирович, в бою за железнодорожную станцию Сенкевичевка, Волынской области, первым ворвался с своим взводом на станцию, лично уничтожил одного солдата и одного офицера противника, документы, находящиеся при офицере, передал в штаб полка. Приказом № 11/н от 11 апреля 1944 года по 545-му стрелковому полку 389-й стрелковой дивизии красноармеец Литвиненко Николай Владимирович был награждён медалью «За отвагу».
Отличился во время форсирования Вислы в июле 1944 года. Из наградного листа:
29.07.1944 года товарищ Литвиненко Н.В. лично изъявил желание и первым в числе 11 на лодке стал переправляться через реку Висла, для захвата плацдарма. Противник вел ураганных артиллерийско-минометный огонь по лодке, на которой плыла отважная группа храбрецов. Не доплыв до берега, лодка была разбита. С автоматом и гранатами товарищ Литвиненко добрался до берега, быстро окопался, и стал вести огонь по атакующей пехоте.
За 5 часов отважная группа отбила 4 контратаки численностью до взвода пехоты противника, в рукопашной схватке тов. Литвиненко заколол трофейной винтовкой 7 немецких солдат. За двое суток, без связи и патронов, было отбито 9 контратак противника.
23 сентября 1944 года за «образцовое выполнение заданий командования и проявленные мужество и героизм в боях с немецко-фашистскими захватчиками» младший сержант Николай Литвиненко был удостоен высокого звания Героя Советского Союза с вручением ордена Ленина и медали «Золотая Звезда» за номером 4623.
В январе 1945 года старшина Литвиненко был направлен на учёбу в пехотное училище в Риге. В июне 1946 года вскрылись факты его коллаборационизма в 1941—1943 годах. В августе 1946 года Литвиненко был арестован, и 11 октября того же года приговорён военным трибуналом Южно-Уральского военного округа к 10 годам лишения свободы с поражением в правах на 3 года.
14 октября 1947 года указом Президиума Верховного Совета СССР Литвиненко был лишён всех званий и наград. О дальнейшей его судьбе ничего не известно.